# Fărcașele (gmina)
Fărcașele – gmina w Rumunii, w okręgu Aluta. Obejmuje miejscowości Fărcașele, Fărcașu de Jos, Ghimpați i Hotărani. W 2011 roku liczyła 4683 mieszkańców.